# Surinam (nizozemska kolonija)

Surinam (nizozemsko Suriname), neuradno znana tudi kot Nizozemska Gvajana, je bila nizozemska plantažna kolonija v Gvajanah, ki meji na prav tako nizozemsko kolonijo Berbis na zahodu in francosko kolonijo Francoska Gvajana na vzhodu. Kasneje je od leta 1831 do 1966 mejila na Britansko Gvajano.

## Zgodovina

### Kolonizacija Surinama
Surinam je bil nizozemska kolonija od 26. februarja 1667, ko so nizozemske sile med drugo anglo-nizozemsko vojno zavzele angleško kolonijo Francisa Willoughbyja, do 15. decembra 1954, ko je Surinam postal konstitutivna država Kraljevine Nizozemske. Status quo nizozemske suverenosti nad Surinamom in angleške suverenosti nad Novo Nizozemsko, ki jo je osvojila leta 1664, je bil ohranjen v pogodbi iz Brede z dne 31. julija 1667 in ponovno potrjen v pogodbi iz Westminstra iz leta 1674.
Potem ko so druge nizozemske kolonije v Gvajanah, tj. Berbis, Esekibo, Demerara in Pomeroon, leta 1814 prešle pod Britance, se je preostala kolonija Surinam pogosto imenovala Nizozemska Gvajana, zlasti po letu 1831, ko so Britanci združili Berbis, Esekibo in Demeraro v Britansko Gvajano. Ker se je izraz Nizozemska Gvajana uporabljal v 17. in 18. stoletju za označevanje vseh nizozemskih kolonij v Gvajanah, je uporaba tega izraza lahko zavajajoča (glej spodaj).

### Nizozemska Gvajana
Čeprav je bila kolonija v nizozemščini in angleščini vedno uradno znana kot Surinam ali Suriname, se je kolonija v 19. in 20. stoletju pogosto neuradno in poluradno imenovala Nizozemska Gvajana (nizozemsko: Nederlands Guiana), po analogiji z Britansko Gvajano in Francosko Gvajano. Zgodovinsko gledano je bil Surinam le ena od številnih nizozemskih kolonij v Gvajanah, druge so bile Berbis, Esekibo, Demerara in Pomeroon, ki so bile potem, ko jih je leta 1814 prevzelo Združeno kraljestvo, leta 1831 združene v Britansko Gvajano. Nizozemci so od leta 1630 do 1654 nadzorovali tudi severno Brazilijo, vključno z območjem, ki se je, ko je vladala Lizbona, imenovalo Portugalska Gvajana. Tako pred letom 1814 izraz Nizozemska Gvajana ni opisoval samo Surinama, temveč vse kolonije pod nizozemsko suverenostjo v regiji skupaj: niz ozemeljskih entitet z različnimi vladami, katerih zunanje meje so se sčasoma zelo spreminjale.

### Suženjsko delo v koloniji
Gospodarstvo kolonije Surinam je bilo odvisno od ljudi, ki so bili zasužnjeni na njenih plantažah. Suženjsko delovno silo je večinoma dobavila Nizozemska zahodnoindijska družba iz svojih trgovskih postaj v Zahodni Afriki za proizvodnjo svojih pridelkov. Sladkor, bombaž in indigo so bili glavno blago, izvoženo iz kolonije na Nizozemsko do začetka 18. stoletja, ko je kava postala najpomembnejši izvozni proizvod Surinama. Ravnanje plantažerjev  s sužnji je bilo izjemno slabo. Zgodovinar CR Boxer je zapisal, da je "človeška nehumanost do človeka v Surinamu skoraj dosegla svoje meje", in zato so številni sužnji pobegnili s plantaž. Amsterdamska borza je padla leta 1773, kar je zadalo hud udarec plantažnemu gospodarstvu, ki se je še poslabšalo z britansko odpravo trgovine s sužnji leta 1807.  To odpravo je sprejel Viljem I. Nizozemski, ki je podpisal kraljevi dekret v zvezi s tem junija 1814 in ki je maja 1818 sklenil anglo-nizozemsko pogodbo o trgovini s sužnji. Številne plantaže so propadle zaradi ukinitve trgovine s sužnji. Brez dobave sužnjev so številne plantaže združili, da bi povečali učinkovitost.

### Odprava suženjstva
Suženjstvo je bilo končno odpravljeno 1. julija 1863, čeprav so bili sužnji izpuščeni šele po desetletnem prehodnem obdobju leta 1873. To je spodbudilo priseljevanje najemniških delavcev iz Britanske Indije, potem ko je bila v ta namen podpisana pogodba med Nizozemsko in Združenim kraljestvom leta 1870. Poleg priseljevanja iz Britanske Indije so z javanskimi delavci iz Nizozemske Vzhodne Indije sklenili najemne pogodbe za delo na plantažah v Surinamu. Istočasno se je začel tudi večinoma neuspešen poskus kolonizacije Surinama z obubožanimi kmeti iz Nizozemske.

### Naravni viri Surinama
V 20. stoletju so izkoriščali naravne vire Surinama, ki vključujejo kavčuk, zlato in boksit. Zlata mrzlica, ki je sledila odkritju zlata na bregovih reke Lawa, je leta 1902 spodbudila gradnjo železnice Lawa, čeprav je bila gradnja ustavljena, potem ko se je proizvodnja zlata izkazala za razočaranje. Leta 1916 je ameriško aluminijsko podjetje Alcoa začelo kopati boksit na bregovih reke Cottica v bližini vasi Moengo. Leta 1938 je podjetje zgradilo talilnico aluminija v Paranamu.
Trideseta leta prejšnjega stoletja so bila za Surinam težko obdobje. Velika svetovna gospodarska kriza je povzročila veliko brezposelnost. Surinamski gostujoči delavci na Curaçau in drugih otokih Nizozemskih Antilov so se vrnili v Surinam, ker ni bilo več dela, kar je težavo še poslabšalo. Sredstev ni bilo več in dodalo se je več brezposelnih. Da bi zagotovili delo, so bile zgrajene ceste do Domburga in Groningena ter Meurswega. Dobrodelna "Salvation Army" je postavila ljudsko kuhinjo za lajšanje najhujših potreb po hrani. Vendar to ni bilo dovolj in med prebivalstvom je leta 1931 prišlo do velikega nemira, ki je pripeljalo do demonstracij in uličnih nemirov s plenjenjem. Nacionalist Anton de Kom je nato prišel v Surinam, da bi tam ustanovil delavsko organizacijo: ustanovil je svetovalno podjetje, ko pa je organiziral demonstracije proti guvernerju Johannesu Kielstri, so ga zaprli. Shod za njegovo izpustitev je privedel do črnega torka, v katerem sta bila ustreljena dva človeka. De Koma so nato dali na ladjo na Nizozemsko. Nizozemski premier Colijn je leta 1935 v spodnjem domu izjavil:
»Vse, kar so poskusili v Surinamu, je preprosto propadlo. Stvari niso enostavne. In zato sem želel, da se na Nizozemskem pojavi nekdo, ki ve, kaj je mogoče storiti. Naredil bom, kar je mogoče."
Vendarle so se razmere nekoliko izboljšale na predvečer druge svetovne vojne.
Delno zaradi pomena surinamskega aluminija za zavezniška vojna prizadevanja. Enote Združenih držav so bile nameščene v Surinamu v skladu s sporazumom z nizozemsko vlado v izgnanstvu 23. novembra 1941. V skladu z določbami Atlantske listine iz avgusta 1941 je nizozemska vlada v izgnanstvu obljubila, da bo končala kolonialne odnose med Nizozemsko in njenimi čezmorskimi posestmi ter jim obljubila daljnosežno avtonomijo in samoupravo. To je bilo končno doseženo z razglasitvijo Listine za Kraljevino Nizozemsko 15. decembra 1954, ki je sestavljala Kraljevino, v kateri so Nizozemska, Nizozemski Antili in Surinam sodelovali na podlagi enakosti. Leta 1975 je Surinam zapustil Kraljevino Nizozemsko in postal neodvisna država Surinam.

## Administracija
Od leta 1683 je kolonijo upravljalo Surinamska družba, sestavljena iz treh enakovrednih delničarjev, in sicer mesta Amsterdam, družine Van Aerssen van Sommelsdijck in Nizozemske zahodnoindijske družbe. Čeprav je bila organizacija in uprava kolonije omejena na te tri delničarje, so lahko vsi državljani Nizozemske svobodno trgovali s Surinamom. Poleg tega so se s plantažerji posvetovali v Policijskem svetu, kar je bila edinstvena značilnost gvajanskih kolonij.
To družbo je novembra 1795 nacionalizirala Batavska republika. Od takrat naprej do leta 1954 so Batavska republika in njeni pravni naslednici (Kraljevina Nizozemska in Kraljevina Nizozemska) upravljale ozemlje kot nacionalno kolonijo, z izjemo obdobja britanske okupacije med letoma 1799 in 1802 ter med letoma 1804 in 1816.
Po prevzemu Batavske republike leta 1795 je nizozemska vlada izdala različne vladne uredbe za Surinam (nizozemsko : Regeringsreglement voor Suriname), s katerimi je ustanovila vlado kolonije. Leta 1865 je nova vladna uredba nadomestila prejšnjo uredbo iz leta 1832, ki je Surinamu teoretično dala omejeno samoupravo. Kolonialna elita je dobila pravico izvoliti kolonialni svet (nizozemsko: Koloniale Raad), ki bi soupravljal kolonijo skupaj z generalnim guvernerjem, ki ga je imenovala nizozemska krona. Med drugim je Kolonialni svet smel odločati o proračunu kolonije, ki ga je morala odobriti nizozemska krona, ni pa bilo nobene vpletenosti nizozemskega parlamenta.
Po nizozemski ustavni reviziji iz leta 1922, v kateri je bil izraz "kolonija" nadomeščen s "čezmorsko ozemlje", je 1. aprila 1937 vladno uredbo iz leta 1865 nadomestil Temeljni zakon Surinama (nizozemsko: Staatsregeling van Suriname). Ta temeljni zakon je preimenoval kolonialni svet v Stanove Surinama (nizozemsko: Staten van Suriname ) in povečal število članov s 13 na 15.
Po drugi svetovni vojni, med katero se je Nizozemska vlada v izgnanstvu zavezala, da bo pregledala odnos med Nizozemsko in njenimi kolonijami, je bil temeljni zakon močno spremenjen. Marca 1948 je nizozemski parlament sprejel spremembe temeljnega zakona, ki je uvedel splošno volilno pravico za moške in ženske, s čimer se je število članov v Stanovih povečalo s 15 na 21 in ki je uvedel Kolegij splošne vlade (nizozemsko: College van Algemeen Bestuur ), ki naj bi pomagal guvernerju pri vsakdanjem upravljanju kolonije in je bil predhodnik kabineta ministrov.  Nova ustava je začela veljati julija 1948.

## Vojaški razvoj
Leta 1868 je nizozemska vlada ustanovila Nizozemske oborožene sile v Surinamu (TRIS), ki so služile kot nizozemska kolonialna vojska v Surinamu. To je pomenilo, da je kot Nizozemska kraljeva vzhodnoindijska vojska (KNIL) v Nizozemski Vzhodni Indiji tudi TRIS spadal v pristojnost nizozemskega ministrstva za kolonije in ne pod pristojnost nizozemskega ministrstva za obrambo. Velikost vojske TRIS je bila kljub temu majhna, v primerjavi z vojsko KNIL za nekdanjo kolonijo Indonezije, sestavljali sta jo dve pehotni in dve topniški četi. Skupno je v vojski TRIS služilo 636 vojakov. Ti vojaki so bili zadolženi za patruljiranje in policijske naloge v nizozemski koloniji Surinam.

### Na spletu
- TRIS na spletu
- TRIS